# 島津御南
島津 御南（しまづ おみなみ、永正8年(1511年) - 天正9年9月3日(1581年9月30日)）は、戦国時代の女性。島津忠良の長女。

母は島津重久の娘・寛庭夫人。肝付兼続の正室。子には肝付良兼、禰寝重長室、肝付刑部少輔室、頴娃兼有室がいる。